# Duncan MacLeod
Duncan MacLeod è personaggio immaginario e protagonista della serie televisiva Highlander, interpretato da Adrian Paul con la voce italiana di Alessandro Rossi. Compare anche nei film Highlander: Endgame e Highlander: The Source, seguiti ufficiali della serie televisiva.
Duncan è un immortale, membro del Clan MacLeod e allievo di Connor MacLeod, il protagonista dei primi quattro film della serie cinematografica.

## Nascita del personaggio
Inizialmente, durante lo sviluppo della serie, i produttori avevano pensato a Connor MacLeod come personaggio principale. In seguito, con l'assunzione di Adrian Paul, quest'ultimo chiese ai produttori di creare un nuovo protagonista. Nacque così Duncan MacLeod, presentatoci nell'episodio pilota della serie come guerriero scozzese, allievo e grande amico di Connor. Entrambi appartengono al Clan MacLeod.

## Caratteristiche

### Fisicità e personalità
Il personaggio è dipinto come un giusto guerriero: alto, affascinante, prestante fisicamente, slanciato ed attraente. Il suo corpo è scolpito dagli anni d'addestramento e dalle guerre combattute nel corso dei 400 anni di vita. Le caratteristiche che maggiormente risaltano in Duncan sono il suo sguardo freddo e sottile e la sua espressione dura, ma nonostante ciò è spesso caratterizzato da un sincero sorriso sul volto. Porta i capelli generalmente lunghi (raccolti in un codino) nel corso delle sue numerose apparizioni nella serie, ma lo si è anche visto con capelli corti.
Duncan è un personaggio responsabile e leale che possiede una forte coscienza morale e un senso di nobiltà: protegge i deboli e gli innocenti e punisce i malvagi e per questo viene spesso apostrofato da Methos con il termine di Boy Scout. Essendo vissuti per quattrocento anni, Duncan ha visto molte persone che conosceva morire davanti a lui, solitamente per cause naturali o per i combattimenti dell'Adunanza; perciò afferma che ormai «la morte fa parte della sua vita». Questo è uno dei motivi principali per cui, a differenza di Connor, Duncan non considera l'Adunanza il suo scopo principale nella vita ed infatti si ritira a volte da essa per vivere una vita normale. Duncan, inoltre, non è solito rivelare a suoi conoscenti la sua vera natura di immortale, eccetto ai suoi amici intimi e alle donne amate. Duncan è anche molto saggio, ma molte volte nella serie chiede consiglio ai suoi mentori, anch'essi immortali.
Come ci viene fatto notare da Connor nell'episodio pilota della serie, Duncan è un vero e proprio donnaiolo ed è un uomo che si gode la vita. Connor sottolinea come Duncan abbia "tutto il divertimento e... tutte le donne più belle". Inoltre, Duncan è un perfezionista e desidera sempre migliorarsi in ogni materia: dalla letteratura (leggendo ad esempio Shakespeare) alle arti combattive. Spesso, Duncan si considera "un vecchio soldato", per via delle tantissime battaglie a cui ha partecipato. Egli, inoltre, è particolarmente furbo e possiede una buona memoria. Nonostante sia stato esilitato dal suo clan, Duncan rimane fedele alle sue origini, infatti si presenta di solito agli altri immortali come "Duncan MacLeod del clan MacLeod".
Il personaggio, a seguito della morte della sua fidanzata Tessa, diventa più pessimista sotto certi aspetti. Il ricordo di Tessa tormenterà molto Duncan, specialmente alla fine della seconda stagione, nel quale il protagonista si ritroverà faccia a faccia con un sosia della sua defunta amata. A partire dalla seconda stagione, Duncan diventa un mentore per Richie, assumendo il ruolo di padre che il ragazzo non ha mai avuto. Attraverso la sua influenza, Duncan riuscirà a far maturare il carattere di Richie, ma quando anche quest'ultimo verrà ucciso proprio da Duncan nel corso della quinta stagione, il protagonista diventerà un personaggio più oscuro, si renderà conto della fragilità della sua vita e comincerà ad allontanarsi sempre di più dall'Adunanza.

### Poteri ed armi
Come tutti gli immortali non può invecchiare, possiede un elevato fattore rigenerante, ma non può procreare. L'unica possibilità di ucciderlo è tagliargli la testa. È dotato di un'enorme forza fisica, con la quale riesce a sollevare la sua pesantissima lama senza risentire dello sforzo, ed, come tutti della sua specie, è un abilissimo spadaccino, capacità acquisita nel romanzo tratto dal film dal suo maestro Connor MacLeod.
La spada di Duncan è simile a quella di Connor, la cui differenza principale sta nel muso allungato del drago dell'impugnatura, mentre quella di Connor ha il muso arrotondato. In alcuni episodi si scopre che Duncan ha avuto la sua spada da un samurai giapponese incontrato nel 1778 di nome Hideo Koto. In altri episodi, invece, soprattutto all'inizio della prima serie, viene riferito che Duncan ha ricevuto la sua spada "da un altro immortale, uno del clan", cioè Connor. Duncan aveva ereditato la Claymore (dal gaelico Claidheamoh-mor, cioè "grande spada") di suo padre adottivo, che però venne lasciata da MacLeod nel clan dopo il suo esilio. Nonostante ciò, in uno degli episodi, Duncan uccide l'immortale (colpevole di avergli ucciso il padre adottivo), proprio con la Claymore del suo passato.

## Biografia del personaggio
(Narrazione di Joe Dawson dalla quarta stagione)

### Antefatti
Duncan nasce nel 1592 nelle Highlands, Scozia nel Clan MacLeod. Egli era il figlio adottivo di Ian MacLeod, leader del Clan MacLeod (quindi Duncan sarebbe stato l'erede del clan), che lo aveva trovato e accudito a seguito della morte del figlio biologico. Durante la sua infanzia, Duncan sentì parlare di un uomo che, tornato dal combattimento con ferite mortali, guarì in meno di un giorno suscitando la paura di tutti i membri del villaggio. L'uomo in questione era Connor MacLeod. Nel 1622, Duncan scoprì di essere diventato immortale a seguito di uno scontro con il clan rivale dei MacLeod: il Clan Campbell. Così, com'era accaduto a Connor, Duncan venne esiliato dal clan e accusato di avere il diavolo in corpo.
Duncan vagò sulle Highlands per diverso tempo ed ebbe modo di ritrovare suo padre adottivo Ian e di scoprire le sue origini, ovvero che era stato adottato. Dopo qualche tempo Duncan prese parte ad una sanguinosa battaglia. Rinvenuto alla fine di essa, Duncan si trovò di fronte Connor MacLeod, il quale gli rivelò le sue origini, la sua missione e decise di prepararlo all'Adunanza.
In vari episodi della serie si narrano i vari eventi della vita di Duncan: il Rinascimento in Francia e in Italia, un viaggio in Cina, la Rivoluzione francese, la Prima e la seconda guerra mondiale. Duncan è diventato anche un guerriero Sioux ed ha partecipato anche alla battaglia di Waterloo. Inoltre, Duncan incontra altri immortali, inizia ad avere vari mentori, impara diverse lingue (gaelico, inglese, francese, italiano, russo, spagnolo, cinese, giapponese, tedesco e arabo) ed impara diversi stili di arti marziali.
Duncan ebbe diverse relazioni sentimentali, tra cui quella con una giovane indiana (la cui morte segnerà profondamente Duncan che deciderà di abbandonare il gioco) e, soprattutto, quella con Kate, personaggio comparso in Highlander: Endgame. Kate era una donna immortale e lo stesso Duncan la uccise per risvegliarne l'immortalità. Tuttavia Kate, ritornata in vita, non perdonerà mai Duncan di averla trasformata in una immortale e, perciò, comincerà a nutrire rancore per MacLeod.

### Prima stagione
Ai giorni nostri, all'inizio della prima stagione, Duncan vive insieme alla sua ragazza Tessa Noël ed è il proprietario di un negozio di antiquariato. Dopo un lungo periodo lontano dai combattimenti nell'Adunanza, Duncan è costretto a ricominciare nell'episodio pilota della serie dove ritrova Connor ed uccide Slan Quince. Ad assistere al combattimento c'è un giovane ragazzo di nome Richie Ryan; Duncan decide di tenerlo con sé in modo da impedirgli che possa divulgare qualcosa sul suo conto e su quello degli altri immortali. Duncan ricomincia a combattere altri immortali e, contemporaneamente, ritrova il suo antico maestro Darius, il quale si è ritirato dagli scontri con immortali e rifugiato in una terra consacrata. Quando l'Immortale Grayson comincia ad uccidere i protetti di Darius per fargli abbandonare la terra consacrata e combatterlo, questi chiede aiuto a Duncan, pregandolo di proteggere un suo allievo, Victor Paulus. Duncan acconsente e, dopo aver protetto Paulus per ben due volte, incontra Grayson e lo decapita. In seguito, Duncan ritrova l'immortale Amanda, conosciuta in passato, che ora lavora come trapezista in un circo e invita il vecchio amico per chiedergli aiuto contro l'immortale Zachary Blaine. Duncan acconsente, ma afferma di non voler ricominciare con la donna una relazione, poiché è ormai innamorato di Tessa. McLeod combatte con Blaine ed è sul punto di sconfiggerlo quando arriva Amanda a tagliare la testa al nemico rubando la Reminiscenza a Duncan. A seguito di questa azione, i due si dividono nuovamente. Alla fine della prima stagione, Duncan e il suo amico immortale Hugh Fitzcairn trovano Darius decapitato nella sua cappella. Durante la ricerca dell'assassino, però, Fitzcairn viene rapito e Duncan, attraverso un libro di Darius, riesce a localizzare i responsabili; questi sono mortali chiamati "I Cacciatori". Quando questi tentano di uccidere Ftzcain, Duncan interviene e riesce a liberare l'amico per poi ricongiungersi con Tessa e Richie, con i quali disperde le ceneri di Darius nel fiume Senna e lascia Seacouver, trasferendosi a Parigi.

### Seconda stagione
All'inizio della seconda stagione, Duncan torna a Seacouver, determinato a trovare gli assassini di Darius. Durante la ricerca fa la conoscenza di Joe Dawson, il quale gli spiega che fa parte di un'associazione segreta chiamato gli Osservatori che guardano gli Immortali senza mai interferire negli scontri di questi ultimi. Dawson, inoltre, spiega che i Cacciatori, responsabile della morte di Darius, sono una branca esterna agli Osservatori comandata da James Horton che hanno lo scopo di uccidere tutti gli Immortali. Duncan, saputa la verità, incontra Horton e lo uccide, vendicando così la morte di Darius. Successivamente Tessa e Richie vengono uccisi da un rapinatore e Duncan arriva troppo tardi per salvarli. Mentre Tessa muore tra le braccia del suo amato, Richie ritorna in vita diventando immortale. A seguito di questo evento, Duncan decide di vendere il negozio di antiquariato gestito da lui e da Tessa e lascia Seacouver. Da questo momento, Duncan comincia ad allenare Richie. Alla fine della seconda stagione, si scoprirà che James Horton è ancora vivo e, utilizzando Lisa Halle (la quale si è sottoposta ad un intervento di chirurgia per assomigliare alla defunta Tessa) riesce a raggirare Duncan. L'uomo, tuttavia, dopo aver scoperto la trappola riesce, stavolta definitivamente, ad uccidere Horton per poi ritornare a Seacouver, lasciando Parigi.

### Terza stagione
Ritornato a Seacouver, Duncan continua la sua lotta contro altri immortali. Dopo la morte del suo amico Hugh Fitzcairn per mano dell'immortale Kalas, Duncan si mette alla ricerca di quest'ultimo. Contemporaneamente, però, Kalas è alla ricerca di Methos, l'immortale più vecchio tra quelli ancora viventi (5.000 anni di età), ed intende ucciderlo allo scopo di prenderne il potere e diventare, quindi, pressoché imbattibile. Duncan riesce ad impedire che ciò avvenga, ma nonostante questo non riesce ad uccere Kalas, che viene arrestato dalla polizia. In seguito Amanda accidentalmente aiuta Kalas a fuggire di prigione. Quest'ultimo rapisce Amanda per attirare Duncan in trappola. Nel frattempo Christine Salzer, la vedova di un osservatore ucciso da Kalas, decide di rivelare a tutto il mondo dell'esistenza degli Osservatori e degli Immortali, ma viene fermata da Kalas che la uccide. L'uomo, sapendo quanto Duncan ci tenga al dischetto contenente le informazioni sugli Osservatori, decide di stipulare un patto con lui: in cambio del dischetto, Duncan dovrà permettere a Kalas di tagliargli la testa. Duncan non accetta e, dopo un duro scontro sulla torre Eiffel, riesce ad uccidere Kalas, salvando inoltre il segreto degli Osservatori e degli stessi Immortali.

### Quarta stagione
Dopo la morte di Kalas, Duncan è libero di tornare alla sua vita normale e riprende il suo interesse riguardo l'antiquariato, ma a causa di una serie di circostanze decide di ritornare in Scozia, sulla tomba del suo primo amore, Debra Campbell. Ritornato a Glenfinnan, viene accolto con ostilità da Rachel MacLeod, l'oste locale, ma riesce successivamente a diventarne amico. Contemporaneamente, Duncan riprende la sua missione, ovvero dare la caccia ad altri immortali, e in diverse lotte perde anche un suo altro amico mortale, Charlie DeSalvo. Successivamente un Immortale nativo americano chiamato Coltec, che si assunse il compito di liberare il mondo dal male uccidendo il maggior numero di Immortali cattivi che poteva, alla fine fu sopraffatto dalla Reminiscenza Nera. Duncan, per fermarlo, è costretto a decapitare l'amico, ma a sua volta viene travolto dalla Reminiscenza Nera, la quale porta alla luce i lati più oscuri della psiche di Duncan trasformandolo in cattivo. A seguito di questo cambiamento, Duncan tenta di uccidere Richie e, in seguito, si dirige a Parigi per uccidere un altro suo vecchio amico Sean Burns. Burns era conosciuto come uno dei più saggi e pacifici tra gli Immortali e la sua Reminiscenza riesce a superare la Reminiscenza Nera per abbastanza tempo, così da permettere a Methos di prendere Duncan e portarlo in un luogo di guarigione dove l'uomo viene liberato da tutti gli elementi negativi della sua anima. Alla fine della quarta stagione, molti Osservatori vengono uccisi in Europa e la colpa ricade su Joe Dawson, il quale ha rivelato a Duncan dell'esistenza dell'organizzazione. Duncan tenta di fermarli ma inutilmente. Poco prima di eliminare Dawson, gli Osservatori vengono uccisi misteriosamente e Duncan si precipita dall'amico, trovandolo ferito e privo di sensi.

### Quinta stagione
Nella quinta stagione, Duncan cerca di riconciliarsi con Richie dopo gli eventi riguardo alla Reminiscenza Nera. Richie è, inizialmente, ostile a Duncan ma deciderà di riconciliarsi con lui dopo che MacLeod aiuterà a riparare la sua spada dopo il combattimento con l'immortale Wellan Carter. Alla fine della stagione, Duncan scopre di essere il prescelto che affronterà e vincerà il demone Ahriman, che cammina sulla Terra ogni mille anni. Duncan comincerà a combatterlo, ma il demone si rivelerà estremamente potente, tanto da spingere Duncan ad uccidere Richie, utilizzando delle illusioni. Questo evento sconvolgerà molto Duncan che non riuscirà mai a riprendersi dalla morte dell'amico.

### Sesta stagione
Solo nella sesta e ultima stagione, Duncan riuscirà ad uccidere definitivamente il demone Ahriman, facendo avverare la predizione che lo vedeva vincitore.

### Highlander: Endgame
Nel film Highlander: Endgame, ambientato a New York nel 2000 fra la quinta e la sesta stagione, Duncan raggiunge il suo maestro e parente Connor per affrontare l'immortale Jacob Kell. Connor, resosi conto dell'impossibilità di sconfiggere Kell, si batterà in duello epico contro il suo fidato allievo Duncan che quest'ultimo, contro volontà di Connor, si rifiuterà di combattere; ciò nonostante Duncan, ormai senza alternativa decapita il suo parente per unire le sue forze alla reminiscenza di Connor. Ha inizio così lo scontro finale tra Duncan McLeod e Jacob Kell, in cui la reminiscenza di Connor dentro Duncan sarà determinante. Dopo un'estenuante lotta all'ultimo sangue, Duncan ucciderà il suo nemico e successivamente riporterà il corpo di Connor in Scozia sulle Highlands, insieme alla prima moglie di Connor, Heather, per poi riunirsi con la sua amata moglie Kate, precedentemente parte della banda di immortali di Kell.

### Highlander: The Source
Nel film Highlander: The Source, Duncan si è sposato (per la seconda volta) con una donna di nome Anna Teshemka, ma a causa della sua immortalità e l'impossibilità di non potere darle un figlio, la moglie lo ha lasciato. Viene richiamato da Joe Dawson e Methos per trovare la misteriosa "Sorgente", l'origine degli immortali. Duncan affronta il "Guardiano della Sorgente", dotato di velocità soprannaturale, ma non riesce ad ucciderlo, ma solo a ferirlo temporaneamente con la sua spada che centra nel collo del Guardiano. Quest'ultimo, tuttavia, dopo essersi ripreso, uccide Joe e fugge. Duncan, allora, recatosi alla fonte, affronta il guardiano ma decide di risparmiarlo; dopodiché entra nella fonte, in quanto lui persona dal cuore puro. Alla fine del film, l'uomo ritornerà mortale e Anna gli rivelerà di aspettare un bambino da lui.

## Parenti
- Ian MacLeod (padre adottivo, deceduto; serie TV)
- Mary Harris (madre adottiva, deceduta; serie TV)
- Robert MacLeod (cugino adottivo, deceduto; serie TV)
- Catherine "Kate" Devaney (moglie, deceduta; Highlander: Endgame)
- Anna Teshemka (moglie; Highlander: The Source)
- Tessa Noël (compagna, deceduta; serie TV)
- Connor "C.J." MacLeod Jr. (Highlander: The Source)

## Le vittime di Duncan durante l'Adunanza
Nel film originale, Ramirez descrive l'Adunanza in questo modo: "Quando solo pochi di noi rimarranno, saremo spinti da un irrefrenabile desiderio in una terra lontana e lì combatteremo per la ricompensa". Durante le varie avventure, precisamente dalla morte di sua moglie, Duncan ha cercato ed ha ucciso molti immortali. Di seguito è riportata la lista delle sue vittime conosciute, ma sicuramente ne ha uccisi molti di più.
1. Timothy di Gilliam, 1625
2. Soldato Britannico, 1632
3. Nerissa, 1632
4. Michel de Bourgogne, 1670
5. Charles Browning, 1730
6. Nasiradeen Satish, 1781
7. Violane Armand, 1842
8. Danny O'Donal, 1889
9. Khordas, 1897
10. Aziz Mirza Bey, 1917
11. Farid Al'Zafir ibn Muhunnad, 1917
12. Marcus Korolus, 1925
13. Richard Tarsis, 1930
14. Slan Quince, 1992
15. Howard Crowley, 1992
16. Caleb Cole, 1992
17. Alexei Voshin, 1992
18. Walter Reinhardt, 1992
19. Andrew Ballin, 1993
20. Grayson, 1993
21. Christoph Kuyler, 1993
22. Carlo Sendaro, 1993
23. Gabriel Piton, 1993
24. Alfred Cahill, 1993
25. Michael Moore, 1993
26. Anthony Gallen, 1994
27. Tommy Sullivan, 1994
28. Xavier St. Cloud, 1994
29. Nicholas Ward, 1994
30. Artur Drakov, 1994
31. Nefertiri, 1994
32. Luther, 1994
33. Martin Hyde, 1994
34. Michael Kent, 1994
35. Kern, 1994
36. Paul Karros, 1994
37. John Durgan, 1994
38. Axel Whittaker, 1994
39. Brian Cullen, 1994
40. John Garrick, 1994
41. Peter Matlin, 1994
42. Lyman Kurlow, 1994
43. Michael Christian, 1994
44. Ernst Daimler, 1995
45. Lucas Kagan, 1995
46. Antonius Kalas, 1995
47. Kanwulf, 1995
48. Andrew Cord, 1995
49. Tyler King, 1995
50. Peter Kanis, 1995
51. Terence Kincaid, 1995
52. Colonel Simon Killian, 1995
53. Paul Kinman, 1995
54. Kamir, 1995
55. Annie Devlin, 1996
56. James Douglas, 1996
57. James Coltec, 1996
58. Sean Burns, 1996
59. Damon Case, 1996
60. Morgan D'Estaing, 1996
61. Avram Mordecai, 1996
62. Jacob Galati, 1996
63. Roland Kantos, 1996
64. Haresh Clay, 1996
65. Johnny 'K' Kelly, 1996
66. Gerard Kragen, 1996
67. Taro Honda, 1996
68. Niccolò Machiavelli, 1996
69. Gavriel Larca, 1996
70. Ingrid Henning, 1997
71. Caspian, 1997
72. Kronos, 1997
73. Octavio Consone, 1997
74. Lord Byron, 1997
75. Richie Ryan, 1997
76. Devon Marek, 1998
77. Liam O'Rourke, 1998
78. Connor MacLeod, 2000 (Highlander: Endgame)
79. Jacob Kell, 2000 (Highlander: Endgame)

...e molti altri

## Timeline

### Figlio della Scozia
Glenfinnan, Scozia 1592: Duncan MacLeod nasce nel solstizio d'inverno (22 Dicembre). Viene adottato da Ian MacLeod e Mary (Harris) MacLeod. La sua vera madre potrebbe essere stata Mirrdhen secondo l'opera celtica.
1593-1605: Il giovane Duncan ascolta la leggenda di Connor MacLeod e della strega di Donan dal suo Clan.
1606: A 13 anni Duncan MacLeod incontra la strega di Donan, l'immortale Cassandra.
1608: Il sedicesimo compleanno di Duncan.
1610: Il diciottesimo compleanno di Duncan.
1613: Il ventunesimo compleanno di Duncan.
1618: A 26 Duncan si innamora della bellissima Debra Campbell, ma lei è promessa in sposa a suo cugino, Robert.
1622: A 30 anni Duncan muore in battaglia e diventa immortale. Mirrdhen porta Duncan ad una strega del Tuatha De Danaan per cercare di guarirlo. Suo padre adottivo, Ian MacLeod lo accusa di essere vivo grazie ad una stregoneria e lo bandisce dal Clan.

### L'Highlander Immortale
1623: Duncan è senza un Clan. Deve sopravvivere al duro inverno.
1624: Mac ritorna a casa a causa del fatto che ha scoperto che il suo villaggio è stato attaccato e che suo padre adottivo è stato gravemente ferito. Mac reclama la spada di suo padre e va a combattere il vichingo rinnegato Kanwulf.
1625: Mac incontra un eremita che predice l'arrivo di Connor MacLeod e il destino di Duncan. L'eremita spiega che all'inizio del millennio corrente aveva sconfitto un grande male che entra nel mondo ogni mille anni.
1625: Dopo la battaglia di Glen Fruin, Connor MacLeod trova Duncan in "una pozza di sangue".
1626-29: Duncan viaggia con Connor MacLeod che gli insegna le regole del Gioco.
1630: Mac incontra Martin Hyde, ma Hyde non è interessato a lui, Hyde vuole Connor.
Ravenna, Italia 1631: Connor insegna a Duncan una mossa inarrestabile.
Scotland 1632: Connor e Duncan hanno un breve duello con Khordas, un pirata immortale, e la sua compagna Nerissa. Duncan riesce a uccidere Nerissa, ma Khordas scappa.
1632: Duncan prende ha la sua terza reminiscenza, un soldato inglese.
Scotland 1634: Mac incontra Devon Marek, figlio di un duca, mentre si trova fatalmente ferito. Marek muore e rinasce Immortale.

### Cavaliere
Francia 1634: Mac salva l'Ursa Immortale dalla persecuzione e lo porta al santuario in un'abbazia.
Verona, Italia, 11 Settembre, 1635: Mac incontra Amanda e la sua amica e insegnante Rebecca Horne.
1636: Duncan vive a Verona.
Verona, Italia 1637: Mac incontra l'immortale Hugh Fitzcairn. I due diventano amici per la vita.
1638: Duncan viaggia da Verona a Firenze.
Firenze, Italia 1639: Mac e Hugh Fitzcairn diventano guardie del corpo di un duca.
Francia 1640: Mac incontra l'Immortale Kyra quando, come protettore della Regina Anna, combatte alcune delle guardie del cardinale Richelieu. Mac e Kyra finiscono per condividere una stanza.
1641: Duncan festeggia cinquant'anni.
1642-1652: Ci sono pochissime informazioni sulle avventure di Duncan per dieci anni tranne che ad un certo punto diventa una guardia del corpo per una famiglia italiana che viaggia a bordo di una nave.

### Vagabondo
Algeri 1653: MacLeod combatte i corsari. Perde e diventa schiavo e viene venduto nei mercati di Algeri. Acquistato da Hamza el Kahir, un immortale, MacLeod impara la lingua, la cultura e le abitudini del paese. Lui e Hamza diventano amici stretti e Hamza insegna MacLeod ulteriori abilità con una scimitarra.
Algeri 1653: Xavier St. Cloud affronta l'amico di Mac e il suo mentore, Hamza el Kahir. Mac tenta di intervenire, ma Xavier non è interessato al giovane MacLeod. Mac è sorpreso quando Hamza decide di fuggire piuttosto che combattere. Mac si rifiuta di partire, e Hamza viene ucciso da Xavier.
Venezia 1655: Duncan incontra Niccolò Machiavelli a Venezia.
Spain 1657: Gli Immortali Carter Wellan e Haresh Clay trovano Mac e il suo mentore Graham Ashe che si stanno allenando in un campo. Clay sfida Ashe, che manda Mac in terra consacrata. Si battono e Clay vince, ma Ashe si preoccupa per la sua vita. Clay prende la testa mentre Duncan guarda. Ashe era un insegnante di Juan Sanchez Villa-Lobos Ramirez.
Monastero in Europa 1658: Mac entra in un santuario dell'Immortale Paul nel monastero che fondò per offrire rifugio e solitudine, la pace e la guarigione dello spirito. Mac conosce Kalas.
Normandia 1659-1660: Dopo averla salvata dai banditi, Mac diventa il protettore e l'amante dell'Immortale Kristin mentre lei gli insegna a diventare un gentiluomo.
Francia 1660: Mac incontra l'Immortal Grace Chandel mentre trasporta un bambino.
Inghilterra Rurale 1663: Mac è nella truppa Shakespeariana di Walter Graham.
Villaggio Inglese 1665: Mac trova il suo vecchio amico Immortale John Garrick, che sta per essere bruciato sul palo come una strega.
Scozia Rurale 1670: Mac è un maestro d'armi e tutore di un figlio di un capo. Michel de Bourgogne.
1671-1679: Macleod viaggia in tutta Europa.
1680: Mac incontra per la prima volta il Kiem Sun.
1680-1695: Non ci sono informazioni su Duncan per 15 anni, forse è in Cina, in questo periodo compie 100 anni.
Chateau de Valicourt 1696: Mac e Fitz fanno a gara per la mano della bellissima Angelina.
Parigi 1700: Martin Hyde uccide l'amico di Mac e il mentore, l'immortale Pierre Segur.
1701-1711: A un certo punto Macleod torna dall'Europa alla Gran Bretagna
Inghilterra, Corte della regina Anna 1712: L'Immortale Paul Kinman uccide l'amico di Mac Dennis Keating, un mortale, in un duello dopo che ha promesso a Mac di non farlo. Mac vuole vendetta, ma promette alla regina Anna che non combatterà durante il suo regno.

### Giacobita
Kildare, Irlanda 1712: Connor e Duncan salvano la pre-immortale Catherine Mary "Kate" Devaney dall'essere rapinata dai banditi.
1713-15: Duncan sta corteggiando Kate Devaney e si fidanzano
Irlanda 1715: Mentre Duncan si prepara a sposare Kate, Connor gli racconta come la perdita di Heather lo abbia distrutto. Questo fa sì che Duncan uccida Kate durante la loro prima notte di nozze per renderla immortale. Quando Kate si riprende, scappa nella notte e nutre rancore di trecento anni contro Duncan. Il giorno seguente il loro matrimonio viene annullato.
Londra 1720: Mac sta cercando di rubare il leggendario trono di Scozia, la Pietra di Scone, dall'Abbazia di Westminster per gli scozzesi, mentre Fitz sta cercando di far saltare in aria l'Abbazia e Re Giorgio.
Londra, Dover Road 1728: Mac protegge gli altri passeggeri del pullman dal furto dell'immortale Walter Reinhardt.
Inghilterra 1730: Mac viene quasi decapitato per bracconaggio, ma viene salvato da Charles Browning, che dovrà poi decapitare.
1737: Lauren scopre Khordas e diventa il suo nuovo compagno
Eriskay Island, Scozia 1745: Mac e Warren Cochrane combattono per liberare la Scozia dall'oppressione inglese e mettere Bonnie Prince Charlie sul trono.
Scozia 1746: Cochrane viene "ucciso" appena prima della battaglia di Culloden. Mac va avanti da solo, ma gli scozzesi subiscono una brutale sconfitta per mano degli inglesi a Culloden.
Scozia 1746: Dopo Culloden, Mac e Ceirdwyn aiutano Bonnie Prince Charlie nella sua fuga dalla Scozia. Ma Mac non se ne andrà con il suo principe; vuole che gli inglesi paghino.
Inghilterra 1746: Mac fa una follia omicida contro gli inglesi. Tra le sue vittime c'è Richard Dunbar, il conte di Rosemont, l'ufficiale inglese che ordinò la distruzione degli scozzesi. Mac uccide il conte di fronte a suo figlio e all'immortale Steven Keane.
Scozia 1746: Ceirdwyn finalmente convince Mac che la vendetta non è la risposta, anche dopo la sanguinosa battaglia di Culloden.
Francia 1746: salpa per la Francia con Bonnie Prince Charlie e attraversa di nuovo l'Europa
Spagna 1748: incontra padre Justino Alberez, un prete cattolico
Russia 1750: Mac condivide il fuoco e il cibo con la banda di cosacchi di Andre Kristov.
Costantinopoli, 1753. Amanda si traveste da ballerina per il Sultano, ma viene arrestata come ladra quando gli ruba i gioielli. Mac la salva.
1754 Viaggia da Costantinopoli al Nord Africa
Nord Africa 1755: il giovane amico di Mac, Reza, deve essere giustiziato. Mac fa un patto con Kassim.
1755-1764: Macleod viaggia dall'Africa all'India
India 1764: Mac è un collegamento per il colonnello britannico Ramsey. A corte, Mac incontra l'immortale Kamir, che è un sacerdote della dea Kali.

### Samurai
1765-1777: ad un certo punto Macleod sta viaggiando a est dall'India verso il Giappone
1777: gli amici di Duncan, Connor e Kastagir, sono con l'esercito continentale in Pennsylvania
Sud Pacifico 1778: Mac è il pilota di una nave sulla nave ammutinata del Capitano Kincaid. Mac salva Kincaid da una decapitazione, lasciandolo abbandonato su un'isola deserta, sapendo che non sarà la sua vera morte.
Giappone 1778: Mac fa naufragio. È diventato amico e aiutato dal samurai Hideo Koto. Prima che Hideo commetta un suicidio rituale per il crimine di aver ospitato il barbaro MacLeod, Mac giura a Hideo che proteggerà la famiglia Koto finché vivrà. In cambio, Hideo dà a Mac la katana testa di drago.
È possibile che Macleod avesse già una katana donatagli da Connor Macleod.
Nagasaki, Giappone 1778: Macleod incontra un giapponese di nome Saito Goemon che tiene in mano una katana Muramasa che sarà poi impugnata da Michael Kent
Cina 1780: Mac visita Kiem Sun in terra sacra. L'erborista mostra una pozione che crede creerà il guerriero perfetto per proteggerlo, ma ha effetti collaterali mortali.
Mongolia esterna 1780: Mac si addestra sotto il Maestro May-Ling Shen sulla Via della Gru Bianca. Alla fine, Duncan e May-Ling diventano amanti.
Si pensa che May Ling gli abbia insegnato il Kung Fu, il Qi Gong (Chi Kung) e forse il Dip Dao (coltelli a farfalla)
1781: Macleod incontra il Dalai Lama a Lhasa, in Tibet. Mac uccide Nasiradeen Satish.
Francia 1783: Mac è la guardia del corpo del barone Deshields, ma le formidabili abilità di Mac non sono sufficienti per proteggere il barone dall'assassino immortale Christophe Kuyler.
Inghilterra 1785: Mac è consorte di una duchessa. Lì incontra l'immortale Peter Kanis ei suoi cani.
Inghilterra 1786: Mac combatte l'immortale Terence Coventry, poi si allea con lui contro una barista ladra.
Normandia 1786: Mac e Warren Cochrane incontrano l'anziano principe Charlie, che ora è un ubriacone, chiaramente inadatto a guidare uomini o governare.
Parigi 1786: Mac e l'immortale Gabriel Piton, ladro e donnaiolo, si divertono in un bordello. Quando una marchesa nota le sue perle mancanti, Piton e Mac duellano con le autorità.
1786: Connor e il compagno immortale Hugh Fitzcairn sono coinvolti in uno "sfortunato incidente" con "quella spregevole donna Montecchi"; qualunque cosa sia accaduta durante quella relazione, inasprisce la relazione tra Fitzcairn e Duncan MacLeod per almeno un decennio
1787-1794: Il 200enne Macleod torna in Gran Bretagna. Durante questo periodo inizia la Rivoluzione francese
Campagna inglese 1795: lo studente di Mac, Jean-Philippe, viene ucciso da Damon Case, che crede che il combattimento rituale degli Immortali sia il suo scopo per essere, ordinato da Dio.
Francia 1796: Mac partecipa alla festa per il centesimo anniversario di matrimonio di Robert e Gina de Valicourt e aiuta Gina e Fitz a salvare Robert quando sta per essere decapitato dai rivoluzionari francesi.
Inghilterra 1803: Piton deruba una duchessa che è un'amica speciale di Mac. Mac e Piton duellano e Mac risparmia la vita a Piton.
Baviera 1804: Mac, che vive con Amanda, è appena tornato da Monaco. Amanda lascia Mac quando scappa con i gioielli rubati al barone Holstein.
Inghilterra 1804: Mac vede Alex Raven decapitare un avversario disarmato e prendere la sua vivificante.
English Town 1805: Gli immortali Peter Matlin e Lyman Kurlow uccidono un giovane gentiluomo per i suoi soldi. Incastrano l'amico di Mac, Johnny, per l'omicidio. Mac confessa e viene impiccato per salvare il suo amico. Mac sfida Kurlow, ma Kurlow scappa.

### Soldato
Francia 1806: il tenente MacLeod guida le truppe britanniche alla conquista della tenuta D'Estaing e incontra di nuovo Xavier insieme al suo nuovo protetto Morgan D'Estaing.
Svizzera, 1810. Mac e il famoso spadaccino Brian Cullen sono in viaggio quando un mortale sfida Cullen.
Campo di battaglia francese 1814: Mac combatte con un reggimento delle Highland. Mac promette a un ufficiale francese morente di trasmettere il suo anello con sigillo a suo figlio.
Francia 1815: Mac è con un reggimento delle Highlands. Quando un giovane viene erroneamente giustiziato, Mac non riesce a fermare il plotone di esecuzione.
Waterloo 18 giugno 1815: Mac incontra il monaco Darius sul campo di battaglia. Lì Darius insegna a Mac la fragilità della vita e l'infruttuosità della battaglia.
Parigi, novembre 1815: dopo che Duncan trova la giovane prostituta immortale Violane, la porta da Darius per l'addestramento.
Parigi, 29 gennaio 1816: incapace di seguire l'esempio di Darius, Mac parte per l'America.

### Civile
Fort Wolfe, Montana 1817: Il malvagio immortale John Durgan uccide un prete e ruba la Croce di Sant'Antonio. Mac giura al prete morente che restituirà la croce.
Filadelfia 1825: Mac funge da secondo dell'immortale David Keogh, quando l'ex servitore a contratto chiede al padre di Julia la sua mano in matrimonio. Julia rifiuta Keogh.
Perù 1830: MacLeod incontra l'immortale Gavriel Larca. Larca vive con i Moche, un popolo peruviano aborigeno che adora "Il Decapitatore", un dio che prende le teste dei suoi nemici. Larca ha permesso ai Moche di credere di essere un dio.
Londra 1833: MacLeod incontra l'immortale cacciatore di taglie Reagan Cole quando lei lo cattura per la prima volta, poi lo libera dopo aver realizzato che il suo crimine è stato intrattenersi con la moglie di un duca.
Londra, 1835: Connor è con Duncan a Londra - c'è di mezzo una rossa
Londra 1836: Mac assiste a un duello tra l'immortale Willie Kingsley e il suo ex partner Smythe.
Parigi 1840: un Mac preoccupato accompagna Grace Chandel mentre parte per l'Amazzonia con Carlos Sendaro.
Parigi 1840: l'immortale Nicholas Ward uccide i proprietari di un'azienda che vuole. Nutrendosi della frenesia popolare e non del sangue, copre i suoi omicidi facendo sembrare che un vampiro stia terrorizzando Parigi. Mac impedisce a Ward di sposare e poi uccidere la figlia di una delle sue vittime, ma Ward riesce a scappare.
Parigi 1842: Duncan deve uccidere la giovane prostituta Violane. Chiede il perdono di Darius.

### Spadaccino zingaro
Europa centrale, campo nomadi 1847: Mac è in viaggio con gli immortali zingari Jacob e Irena Galati. Quando Irena viene violentata, Jacob uccide il suo aggressore e viene impiccato per il suo crimine.
Campo zingari 1848: Gypsy Carmen legge il palmo di Mac e gli dice che non si sposerà mai.
Parigi 1848: durante le rivolte a Parigi di quell'anno, Darius consiglia Duncan MacLeod che si unisce ad altri sulle barricate nella loro lotta per la giustizia.
Dry River, Texas 1851: Duncan e Connor si incontrano e aiutano Sunda Kastagir ad affrontare una fastidiosa accelerazione.
Madrid, Spagna 1851: Si allena nell'arte di Destreza con un ex allievo di Ramirez chiamato Otavio Consonne. Litigano per una donna di nome Theresa.
Madrid 1853: Mac torna da Theresa e scopre che Consone l'ha uccisa.
1853: Duncan firma a bordo della Rosemary capitanata da Connor MacLeod con la sua studentessa Amber Lynn. La nave affonda durante una tempesta dopo un altro scontro con Khordas. Khordas è accompagnato dalla sua nuova compagna, Lauren.
San Francisco 1854: Mac trova Brian Cullen in una fumeria d'oppio, spaventato e cercando di dimenticare gli sfidanti che lo aspettano.
Virginia 1862: Mac aiuta gli schiavi a fuggire verso la libertà sulla Underground Railroad. Durante una battaglia, incontra il giovane batterista, Sean, un immortale.
Tennessee 1863: durante la guerra civile, Mac viene impiccato come prigioniero di guerra, ma viene salvato dall'immortale capitano confederato Lucas Desiree.
Andersonville, Georgia 1864: Mac è imprigionato nell'infernale campo di prigionia del sud gestito dal colonnello William Culbraith. Quando Culbraith si rifiuta di permettere a un chirurgo di aiutare il ferito Jeffrey, uno schiavo fuggiasco amico di Mac e Mac è costretto a porre fine alle sue sofferenze, Mac giura vendetta.
Annapolis, Maryland 1866: Ned uccide accidentalmente l'amante mortale di Mac, Bess, quando Mac e Ned litigano.

### Tribù nordamericana
Rivoluzione messicana 19 giugno 1867: Mac e il suo compagno immortale Paul Karros combattono per il Messico e contro Massimiliano.
Aqua Dulce, Texas 1867: Mac e i Texas Rangers inseguono Melvin Koren e i suoi Comancheros.
Francia, 1868: Pieter Gatlan combatte per la prima volta con Macleod per dargli una lezione
McKewansville, Dakota Territory 1868: Mac salva il nativo americano Chaske da uno schiavista. quando Mac lo porta in città per cure mediche, Chaske uccide lo schiavista e viene, a sua volta, ucciso.
Accampamento indiano americano 13 marzo 1872: la famiglia Lakota adottiva di Mac, Little Deer e suo figlio, Kahani, vengono uccisi e la gente del loro villaggio viene massacrata dai soldati guidati dall'esploratore immortale, Kern.
West americano, 1872. Mac è pieno di odio e bisogno di vendetta. Mac incontra l'immortale Coltec, che lo guarisce. Coltec è un Hayoka, un sant'uomo nativo americano che prende il male dentro di sé per proteggere il suo popolo e portare la pace.
Holy Ground 1872-1878: Mac si ritira dal mondo in una capanna su terra santa. Il vecchio amico, insegnante e membro del clan di Mac, Connor Macleod, trova Duncan e cerca di convincerlo a unirsi alla battaglia dalla parte del Bene. Connor parte e si dirige in Africa.
Spagna, 1878: Pieter Gatlan litiga con Macleod per dargli una lezione.

### Giornalista
Pacific Northwest 1882: Mac gestisce il giornale della città quando l'immortale cacciatore di taglie Mako arriva in città. Mac non approva i suoi metodi, ma Mako segue la legge alla lettera.
La carriera di giornalista è quella a cui tornerà per tutto il prossimo secolo ed è quella che lo definisce.
Pacific Northwest 1882: Mac è innamorato della bella Sarah e progetta di sposarla, ma, all'insaputa di Mac, è già sposata. Quando suo marito arriva in città, Mac cerca di convincere Sarah a scappare con lui, ma lei rifiuta. Quando suo marito gli spara e Mac si riprende, Sarah rifiuta Mac e alla fine se ne va.
West americano 1883: Mac aiuta il suo amico ed ex studente Gregor Proust, un medico, durante un'epidemia di colera. Gregor si lamenta che, qualunque cosa faccia, i mortali muoiono comunque.
San Francisco 1886: L'immortale Gerard Kragen uccide la moglie dell'immortale Alec Hill, Genevieve. Alec giura vendetta e fa giurare a Mac che ucciderà Kragen se Alec muore prima che possa farlo.
San Francisco 1888: Amanda vince il salone Double Eagle dall'immortale Kit O'Brady in una partita di poker mentre Mac testimonia.
San Francisco 1888: Mac cerca di convincere un Alec ancora addolorato ad andare avanti con la sua vita, ma non lo ascolterà.
Zambizi, 1888: Pieter Gatlan litiga con Macleod per dargli una lezione
Territorio dell'Alaska 1888-1889: Mac, Fitz e lo studente di Fitz, Danny O'Donal, cercano l'oro in Alaska.
San Francisco 1891: l'irlandese dalla parlantina veloce ed ex pugile Tommy Sullivan convince Mac a combattere per soldi. Mac vince il combattimento e Tommy guadagna $ 1.000, che raccoglie uccidendo il manager del combattente avversario.

### Combattente esperto
Boston 1896: Mac incontra l'immortale Axel Whittaker e la bellissima protetta Sharon. Mac scopre presto che Axel non addestra i suoi allievi, ma li tiene dipendenti da lui, e quando non servono più, prende le loro teste.
Nantucket 1897: Connor e Duncan si occupano finalmente di Khordas e Lauren. Durante l'avventura, Duncan è coinvolto con Gabriela Savedra.
Milano, 1898: Per la quarta volta Pieter Gatlan litiga con Macleod per dargli una lezione
New York City 1905: i gangster uccidono il fruttivendolo di Mac.
Spagna 1908: Pieter Gatlan litiga con Macleod per dargli una lezione
Il Cairo, dicembre 1916: Macleod presta servizio con l'esercito britannico come autista e messaggero assegnato all'ufficio arabo e sotto il comando di T. E. Lawrence. Mac decapita Aziz Mirza Beyand Farid Al'Zafir ibn Muhunnad,
Francia 1917: Mac è un autista di ambulanze della Croce Rossa della prima guerra mondiale quando incontra Xavier St. Cloud sul campo di battaglia. Xavier usa il gas mostarda per uccidere quelli nelle immediate vicinanze in modo da poter rapinare un camion delle buste paga. Poiché Xavier è mascherato, MacLeod non lo riconosce.
Francia 1917: Mac trasporta un soldato sotto shock all'ospedale dell'immortale Sean Burns e osserva meravigliato mentre Burns utilizza il nuovo studio di psicologia su alcuni dei pazienti.
Campo di battaglia francese, giorno dell'armistizio 1918: il lavoratore della Croce Rossa Macleod vede il colonnello Simon Killian inviare le sue truppe in battaglia dopo aver saputo che la guerra è ufficialmente finita. Al maresciallo di corte del colonnello, Mac testimonia non solo del massacro ma anche dell'instabilità mentale di Killian, assicurando che l'Immortale sarà imprigionato a vita piuttosto che fucilato.

### Highlander, irlandese e giornalista
Russia 1918: Pieter Gatlan litiga con Macleod per dargli una lezione
Irlanda 1919: Mac e Annie Devlin sfuggono a un'imboscata, ma l'amante mortale di Annie viene ucciso.
Unione Sovietica 1919: Mac salva gli aristocratici e innocenti Abernov dal malvagio immortale Artur Drakov promettendogli di non combatterlo.
Parigi 1920: Mac incontra Kalas, ora conosciuto come il virtuoso dell'opera Antonio Neri. Quando Kalas tenta di uccidere una giovane donna sotto la protezione di Mac, Mac sfida Kalas e duellano. Kalas scappa, ma non prima che Mac infligga una ferita quasi decapitante alla gola, distruggendo le corde vocali del cantante.
Città mineraria della Pennsylvania 1920: Jessie, l'amica di Mac, figlio di un proprietario di una miniera, viene uccisa durante uno scontro durante uno sciopero in miniera.
Seacouver 1921: Il malvagio immortale Quentin Barnes insegue il vecchio amico di Mac, Michael Moore, e uccide la moglie di Moore.
Boston, 31 dicembre 1923: a una festa di Capodanno, Mac festeggia con un amico. Quando il loro discorso si fa serio, Mac si rende conto che deve lasciarla. Vuole figli e, in quanto immortale, Mac non potrà mai generare un figlio.
Seacouver 1925: Mac decapita il serial killer immortale Marcus Korolus.
Missouri 1926: Mac e Amanda lasciano il circo e mentre sono in viaggio incontrano l'immortale Cory Raines che parla in modo pacato mentre rapina un'auto blindata. Raines poi dona una parte del denaro a una famiglia povera. Cory chiede ad Amanda di unirsi a lui, e si lanciano in una follia criminale in cinque stati, derubando, fingendo la morte per scappare, poi facendo in modo che Mac, per protesta, dissotterri Cory.
Louisiana 1926: Mac salva l'immortale Carl Robinson da un linciaggio del KKK.
1928: Pieter Gatlan litiga con Macleod per dargli una lezione
New York City 1929: il piccolo criminale Johnny Kelly viene ucciso dalla folla e diventa immortale. Mac cerca di addestrarlo, ma lui ignora Mac e se ne va da solo.
Inghilterra, ottobre 1929: Mac arriva a Fitzcairn Manor per aiutare Fitz a risolvere il proprio omicidio.
Parigi 1930: gli immortali Richard Tarsis e Lucas Kagan rapinano una banca dove Mac sta trattando affari. Quando degli innocenti vengono uccisi da Tarsis durante la fuga, Mac trova e decapita Tarsis, ma non sfida Kagan perché non era un assassino.
Berlino 1935: l'agente dei servizi segreti britannici Mac discute di Hitler con l'immortale Ingrid Henning. Quando due camicie brune picchiano il loro giovane amico ebreo David, Mac li combatte, ma Ingrid ricorda a Mac che non ha ottenuto nulla; ce ne sono sempre di più.
Berlino 1936: Mac fa uscire clandestinamente uno scienziato dalla Germania con l'aiuto di Amanda.
Guerra civile spagnola 1937: Mac e l'immortale Kage sono giornalisti che coprono la guerra. Ma Kage tradisce Mac e fa fucilare i suoi amici a scopo di lucro.
Romania, 1938: Pieter Gatlan litiga con Macleod per dargli una lezione
Unione Sovietica 1938: Mac cerca di contrabbandare rifugiati ebrei, ma viene tradito dal capitano della Sea Witch, l'immortale Alexei Voshin.
Seacouver 1938: Mac incontra il piccolo gangster Immortal Benny Carbassa e cade sotto l'incantesimo della cantante Peggy McCall al Coconut Lounge. Benny cerca di avvertire Mac che Joey e Sid Lankovski possiedono il club e che Peggy è la ragazza di Joey. Ma Peggy balla con Mac per far ingelosire Joey. Sid vuole Peggy, quindi spara e uccide Macleod e suo fratello. Poi dice a Peggy che i due uomini si sono sparati a vicenda.
Seacouver 1938-39: Mac ha una relazione con la fotografa Linda Plager.
Londra ottobre 1940: Mac è intrappolato nella metropolitana durante il Blitz con la sua amante, Diane Terrin. Alla fine, rimangono senza aria e Diane muore tra le sue braccia.
Francia 1943: Mac è con la Resistenza francese quando il ragazzo Bernard vede Mac morire e poi resuscitare. Mac gli giura di mantenere il segreto, ma Bernard ha il suo segreto in tempo di guerra. Era coinvolto nell'uccisione e nell'intrappolamento di Ernst Daimler, un ufficiale nazista.
Varsavia 1943: Duncan è a Varsavia. In questo periodo Connor adotta sua figlia Rachel in Olanda
Berlino 1944: Mac, Ingrid e il colonnello Stauffenburg discutono dell'operazione Valkyrie, un complotto tedesco per assassinare Hitler.
Rastenburg, Prussia orientale, 20 luglio 1944: Mac piazza una bomba nel bunker di Hitler, ma non uccide il dittatore.
Londra 1946: i terroristi irlandesi Liam O'Rourke e la sua amante mortale Tara, piazzano una bomba in un pub inglese che uccide innocenti. Mac impedisce loro di scappare e vengono arrestati, condannati e condannati all'ergastolo.
1948: Pieter Gatlan litiga con Macleod per dargli una lezione
Inghilterra 1950: Mac scopre finalmente l'inganno di Fitz nel 1720. Mac, Amanda e Fitz irrompono nell'Abbazia di Westminster e rubano la Pietra di Scone. Amanda viene arrestata da Scotland Yard per tradimento e fa un patto, consegnando Fitz. Mac riesce a ottenere la grazia da Sir William Churchill e restituisce una pietra finta all'abbazia nascondendo la vera pietra al Royal Highlands Golf Club.
Il Sud degli Stati Uniti, 17 maggio 1954: Mac difende Carl Robinson in una tavola calda segregata il giorno in cui la Corte Suprema dichiara incostituzionale la segregazione.
Greenwich Village, NY 1958: Coltec decapita il poeta Beat Bryce Korland, un malvagio Immortale che Mac ha seguito.
1958 Pieter Gatlan litiga con Macleod per dargli una lezione
1965 Connor prende l'identità di Russell Nash
Parigi 1968: Duncan insegna giornalismo all'università di Parigi.
Parigi 1968: Pieter Gatlan litiga con Macleod per dargli una lezione
Cambogia 1975: Kage si rifiuta di aiutare Mac a salvare i bambini rifugiati, che vengono poi uccisi dai Khmer rossi.
Francia 1978: Mac e la sua amante Desiree vincono alla grande al casinò del barone LeMartin. Tuttavia, vengono derubati prima che possano godersi le loro vincite.
Monte Carlo 1978: Pieter Gatlan litiga con Macleod per dargli una lezione
Parigi 1980: Mac fugge da Kuyler e incontra Tessa Noel saltando nel Bateau Mouche, sul quale faceva da guida.
Parigi 1983: Mac rivela la sua immortalità a Tessa.

### Il raduno di New York
1985: Il raduno di New York inizia a marzo. Il Kurgan sconfigge Osta Vazilek nel New Jersey e due notti dopo, Connor MacLeod sconfigge Iman Fasil nel parcheggio del Madison Square Garden, New York. Subito dopo che il Kurgan ha sconfitto Yung Dol Kim. Il 1 aprile Kurgan sconfigge Kastagir. Connor sconfigge il Kurgan e alla fine cede al suo cuore, portando Brenda in Scozia "dove tutto ebbe inizio" e si sposano.
Londra gennaio-febbraio 1987: Duncan fa visita a Connor e Brenda a New York e aiuta Connor ad affrontare le conseguenze della sua uccisione del Kurgan. Salva anche Connor dalle grinfie di Gordon Byrne. Duncan incontra anche Fitz.
1988: Pieter Gatlan litiga con Macleod per dargli una lezione
Seacouver 31 dicembre 1988: Mac duella con Walter Reinhardt, ma Reinhardt riesce a scappare.

### L'Adunanza
Seacouver, 1992. Il ragazzo di strada Richie Ryan cerca di rapinare il negozio di antiquariato di Mac, ma il furto viene interrotto dal malvagio Immortal Slan Quince, che sfida Duncan. Risvegliato dalla sua vita pacifica con Tessa, Duncan alla fine decapita Slan prima che possa farlo il suo membro del clan Connor.
1992: Macleod decapita Howard Crowley nella contea di Steveston
1992: Macleod addestra Felicia Martins, ignara di essere già un'immortale esperta
1992: Macleod fa un breve viaggio a Pechino e visita la Città Proibita
1992: Macleod decapita Caleb Cole in montagna
1992: Macleod decapita Alexei Voshin, Walter Reinhardt e Andrew Balin a Seacouver
1993: Macleod si reca a Parigi dove incontra Darius. Ottiene la sua più grande vittoria sull'antico immortale Grayson
1993: Macleod decapita Kuyler a Parigi e subito dopo incontra il suo vecchio nemico Xavier StCloud
1993: Macleod si riunisce con i suoi vecchi amici e amanti Grace e Amanda
1993: Macleod sconfigge Gabriel Piton e Alfred Cahill
1993: Ad un certo punto Duncan vola a New York per visitare Connor. Apparentemente Connor entra nel Santuario per dieci anni anche se potrebbe vivere in Marocco
1993: Duncan e Fitzcairn trovano Darius decapitato. Duncan torna a Seacouver.
1993: Duncan festeggia il suo 400º compleanno

### Proprietario del Dojo
1993: Macleod incontra il suo Osservatore Joe Dawson e il Cacciatore James Horton
1993: Macleod acquista un Dojo gestito da Charlie DeSalvo.
1993: Tessa viene uccisa. Duncan vende il suo negozio di antiquariato e gestisce il Dojo a tempo pieno. Richie ora è immortale
1993: Duncan si riunisce con i suoi vecchi amici Annie Devlin, Amanda e Carl Robinson
1993: Duncan inizia a insegnare a Richie che prende la sua prima testa da Mako
1994: Macleod torna a Parigi per dare la caccia a Xavier StCloud
1994: Macleod incontra Nefertiri che è stato sepolto per migliaia di anni. Incontra anche Marcus Constantine
1994: Macleod vince una delle sue più grandi vittorie, contro Martin Hyde. Subito dopo torna a Seacouver
1994: Macleod ricorda il suo maestro samurai quando incontra il suo discendente. Sconfigge Michael Kent
1994: Macleod finalmente vendica la morte del suo amante Lakota quando uccide Kern con una lancia indiana
1994: Macleod uccide il suo ex amico, un tempo uno dei più grandi combattenti d'Europa Brian Cullen. Incontra la sua prossima ragazza Anne
1994: Mei Ling Shen, uno degli insegnanti di Duncan viene ucciso
1995: Macleod torna a Parigi per dare la caccia a Kalas che uccide Fitzcairn
1995: Methos e Macleod si incontrano per la prima volta
1995: Macleod uccide Kalas, una delle sue più grandi vittorie
1995: Macleod torna nelle Highlands all'inseguimento di Kanwulf
1995: Ritornato negli Stati Uniti, Charlie viene ucciso da Cord, che Macleod decapita
1996: Macleod prende un Dark Quickening ma viene successivamente recuperato da Methos
1996: Macleod affronta un tribunale degli osservatori

### Il prescelto
1996: Macleod incontra la Donan Witch Cassandra e combattono contro Kantos
1996: Ritchie è inseguito dal grande spadaccino Haresh Clay che ha ucciso Graham Ashe, l'insegnante di Ramirez, Macleod uccide Clay, una delle sue più grandi vittorie fino ad oggi
1997: I Quattro Cavalieri Kronos, Methos, Silas e Caspion si riuniscono. Macleod sconfigge Caspion e Kronos, probabilmente la sua più grande vittoria fino ad oggi
1997: Macleod sconfigge il suo ex insegnante Consonne, uno studente di Ramirez e maestro spadaccino, probabilmente il più grande spadaccino ucciso da Duncan
1997: Macleod combatte l'antico demone Ahriman

### Avatar
1998: Macleod si taglia i capelli, indossa abiti più leggeri e ritira la sua spada a favore dei bastoncini Escrima
1998: A Parigi Macleod allenta la sua posizione nel Gioco e un certo numero di donne immortali compaiono nella sua vita. Nel frattempo. Amanda si allontana e incontra un nuovo interesse amoroso chiamato Nick.

### Endgame
Londra, 1998: Macleod è a Londra in visita a Claudia Jardine mentre Methos e Joe hanno le loro avventure. In questo periodo Amanda uccide il suo ex insegnante Andre Korda
Parigi, 1999: Amanda rende Nick immortale e poco dopo torna nella vita di Duncan
Parigi, 1999: Macleod combatte O'Rourke durante il quale immagina un mondo in cui non è mai esistito
New York, 1999: Duncan e Methos sono a New York dove Methos si scontra con Khyan
Parigi, Londra, New York 2002: Duncan sente che è successo qualcosa a Connor. Si incontra con Methos a Londra e scopre che il Connor scomparso è stato a Sanctuary per dieci anni, ma che Sanctuary è stato recentemente distrutto. Duncan vola a New York per visitare la proprietà bruciata di Hudson Street di Connor e si confronta con Jacob Kell e il suo gruppo di Jin Ke, Winston, Carlos, Manny, Cracker Bob e l'ex moglie di Duncan, Kate / Faith. Duncan viene messo in Sanctuary quando il gruppo di Kell lo uccide.
Viene salvato da Methos e Joe Dawson. Duncan prende il Quickening di Connor e il potere di entrambi sconfigge Kell.

### L'ascesa dei Kurgan...
Seacouver 2005: a Macleod viene chiesto di valutare una katana, che si scopre essere la spada un tempo impugnata da Michael Kent
Parigi, 2007 Duncan vive in un attico vicino alla Torre Eiffel. Incontra un vecchio avversario Fritagern e un ex amore Aurora. Lui e Aurora pensano di tornare nelle Highlands.
Parigi 2008: Macleod decapita Peter Gatlin a Parigi dopo aver ricordato la lezione di "sentire il cervo" che Ramirez ha insegnato a Connor
Seacouver 2008: Duncan inizia a guidare la vecchia Porsche di Connor. Macleod e il suo amico Antoine Germaine incontrano la misteriosa Maria Rostov. Antoine ha comprato il vecchio negozio di antiquariato di Macleod. Maria uccide Antonio. È la portatrice di un virus che fa bruciare spontaneamente gli immortali dall'energia dell'Avvolgimento.
Duncan torna a Parigi e prende un tourbarge per la seconda volta.
2008: Amanda, Joe e Methos si ritrovano. Macleod è coinvolto con una donna di nome Sara
Parigi 2008: Augustus Mason ha costruito un santuario dedicato alla resurrezione dei Kurgan. Mason inganna Duncan facendogli decapitare un altro immortale, un prete chiamato Justino su Holy Ground. Strappa il Risveglio a Macleod. Gli immortali che ha ucciso e gli immortali che hanno ucciso sono stati resuscitati. Vale a dire Connor Macleod e il Kurgan.
Connor permette al Kurgan di prendere la sua testa e Duncan prende la testa del Kurgan.
2012: Duncan, Methos, Amanda e Ceirdwyn vengono coinvolti in un fight club immortale e una bomba apocalittica esplode in Nord Africa.
2012: Methos si vendica di Dilijan.